# Graphosoma rubrolineatum
Espèce
Graphosoma rubrolineatum est une espèce d'insectes hétéroptères de la famille des Pentatomidae, de la sous-famille des Podopinae et du genre Graphosoma. 

## Description
Graphosoma rubrolineatum est morphologiquement très similaire à Graphosoma italicum : corps rouge avec rayures longitudinales noires et pattes noires. Il s'en distingue notamment par un connexivum à dominance noire avec de petites taches rouges en bordure.

## Distribution et habitat
C'est la seule espèce de Graphosoma que l'on retrouve dans l'Est de la zone paléarctique. Sa zone de répartition comprend la Chine, le Japon, la péninsule Coréenne, la Mongolie et extrême-orient russe. 

## Classification
L’espèce Graphosoma rubrolineatum est décrite pour la première fois par l'entomologiste britannique John Obadiah Westwood en 1837.